# Gunfighter II: La venganza de Jesse James
Gunfighter II: La venganza de Jesse James es un videojuego de disparos en primera persona desarrollado por Rebellion Developments Desarrollos y publicado por Ubi Soft Entertainment para la consola PlayStation 2 en 2003, exclusivamente en Europa. Esta es la única secuela de Gunfighter: La leyenda de Jesse James, lanzado dos años antes para la PlayStation 1; se centró en el Viejo Oeste y el famoso forajido del siglo XIX Jesse James.

## Argumento

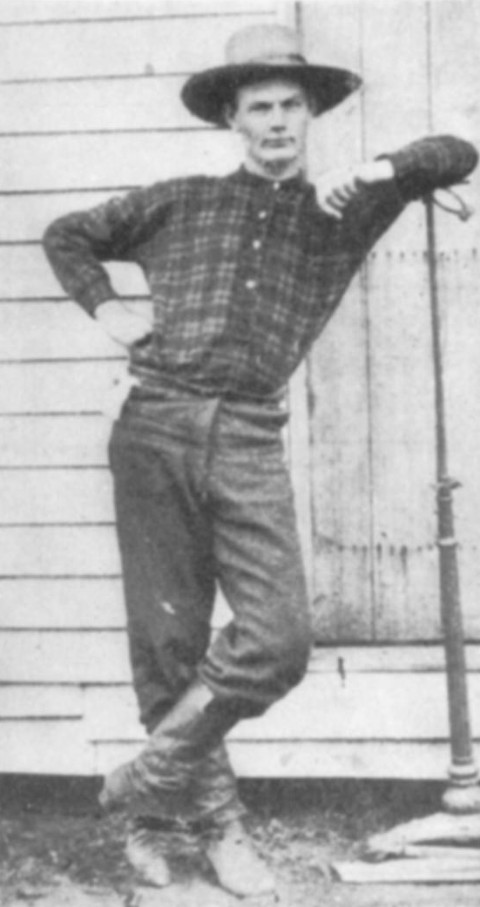
Robert Ewing «Bob» Younger (29 de octubre de 1853 - 16 de septiembre de 1889) fue un criminal y forajido estadounidense, hermano menor de Cole, Jim y John Younger. Fue miembro de la banda James-Younger.

Bob Younger, el hermano del difunto Cole y gran amigo de Jesse James, siente mucho rencor por este último debido a que no pudo evitar su muerte a tiempo. Así que le juega una mala pasada: secuestra a su novia Zee (o Zerelda). Y lo hace en medio de una misión en curso con los dos, que es recuperar oro del gobierno destinado a un pueblo que fue robado por un grupo de ex soldados, encabezados por el general "Deadeye" Jameson. Jesse tendrá que continuar por su cuenta para cumplir con su misión antes mencionada, rescatar a Zee nuevamente esta vez de las manos de Bob y, finalmente, ajustar cuentas con él de una vez por todas.

## Jugabilidad
Además de estar mejorada en gráficos 3D, su jugabilidad es muy similar a la presentada en el capítulo anterior, con muchas novedades introducidas como lo son:
- El desafío para dos jugadores en los modos de juego principales (" Historia ", " Arcade " y " Minijuegos ").

- Los niveles aumentan de cinco a nueve, y el jefe que está al final ya no está en cada uno de ellos, sino en algunos puntos específicos.

- Tres tipos de selección en la “ Historia ”: de los trucos (todos para desbloquear), del nivel de dificultad y del arma en uso; además de la pistola están el rifle y la ametralladora (también para desbloquear).

- Los puntos aleatorios que puede ganar disparando a los enemigos y dos nuevos elementos de bonificación, a saber, dinero (en monedas o fajos de billetes) y oro (como barras o bolsas).

- El punto de control y el tiempo adicional se obtienen simultáneamente, logrando siempre despejar toda una zona.

- La puntuación total acumulada hasta el momento durante los tiroteos se suma al resultado final de cada nivel, y para ello se da la calificación de rendimiento del jugador.

- En el “ Arcade ”, para ese nivel seleccionado ahora puedes elegir una de las tres pruebas como puntos, precisión y contrarreloj; será necesario satisfacer para cada uno el objetivo planteado para poder ganar.

### Minijuegos
Cuatro de los cinco minijuegos originales regresan en esta secuela y se desbloquearán: "Tequila Sometima" (nuevo nombre de "Bottle Blast"), "Cowboy Carnage" , "Target Take" y "Showdown". No han sufrido ningún cambio en los esquemas, salvo que, en las tres primeras ahora hay cuatro posibilidades (expresadas en los naipes) que una vez perdidas se acaba el juego, y además la velocidad de los objetivos se incrementa en cada nivel.

## Recepción
El juego recibió revisiones "mixtas" de acuerdo con el sitio web de críticas y de reseñas Metacritic.